# بوب سيمس
بوب سيمس (بالإنجليزية: Bob Simms) هو لاعب كرة قدم أمريكية أمريكي، ولد في 3 سبتمبر 1938 في كليندنين في الولايات المتحدة.